# Barisza
Barisza (arab. ‏باريشا‎) – miejscowość w Syrii, w muhafazie Idlib. Znajdujące się w jej pobliżu starożytne ruiny należą do tzw. martwych miast.
W spisie powszechnym z 2004 roku miejscowość liczyła 1143 mieszkańców.
W nocy z 26 na 27 października 2019 we wsi Barisza w operacji „Kayla Mueller” amerykańskich sił specjalnych Delta Force zginął Abu Bakr al-Baghdadi, przywódca organizacji terrorystycznej Państwo Islamskie. Zapędzony do ślepego tunelu terrorysta popełnił samobójstwo wysadzając się w powietrze.